# Andy Chatterley
Andy Chatterley (nascido em 8 de maio de 1973) é produtor musical e compositor britânico. Ele também é o CEO da companhia de proteção de conteúdo online, MUSO.

## Vida e Carreira
Chatterly nasceu em Jersey, Channel Islands. Ele frequentou o Victoria College, Jersey. Como produtor musical e compositor, já trabalhou com artistas como The Pussycat Dolls, Kanye West, Kylie Minogue, Diana Vickers, Rea Garvey, Melanie C, Nerina Pallot, Siobhan Fahey, Theoretical Girl, e Bright Light Bright Light.
Chatterley co-escreveu e produziu a faixa-título "Aphrodite" de Kylie Minogue, bem como o single "Better Than Today" do álbum, Aphrodite. Chatterley escreveu "Put Your Hands Up" para Nerina Pallot o primeiro single do Year of the Wolf.
Chatterley co-escreveu muito e produziu todos os Can't Stand The Silence para Rea Garvey produziu e co-escreveu os singles "Can't Stand The Silence", "Heart of an Enemy" e "Wild Love" e ambos os acompanhamentos do álbum de platina "Pride' e 'Prisma'
Chatterley trabalhou como instrutor no programa de televisão The Voice of Germany para a equipe de Rea Garvey, produzindo os singles dos finalistas em 2011 e 2012. Ele também produziu o álbum Stay Who You Are para o vencedor da edição 2012 Nick Howard, incluindo o single "Unbreakable".
Como um remixer e artista, assina sob vários pseudônimos, incluindo Yum Yum, Skylark, The Buick Project, The Droyds, e Edison, bem como seu próprio nome, ela já remixou músicas de Tracy Thorne, Muse, Blondie, Justice, Level 42, The Pussycat Dolls, Ladytron, Nerina Pallot, Tears for Fears, Deep Dish, Chia Pet, XPress 2, e Adam & The Ants.
Ele é o co-fundador e diretor de uma empresa de anti-pirataria que ajuda os titulares de direitos dentro das indústrias de mídia proteger seu conteúdo online. Ele também possui um complexo de estúdios de gravação no norte de Londres. Ele foi o co-fundador da Saved Records, que ele começou com DJ Nic Fanciulli em 2003. Anteriormente, ele possuía a Sperm Records.

## Vida pessoal
Em 14 de Fevereiro de 2007, Chatterley casou-se com a cantora britânica Nerina Pallot em Londres, Inglaterra. Eles tem um filho, Wolfgang Amadeus Chatterley, e mora em Londres.